# Hidroxid de aluminiu
Hidroxidul de aluminiu are formula chimică Al(OH)3 · x H2O, cu o formă de prezentare variată, din punct de vedere chimic are un caracter amfoter (se poate comporta ca acid sau alcali).

## Variante
Se cunosc trei variante de hidroxid de aluminiu Al(OH)3:
- varianta monoclinică γ-Al(OH)3: mineralul cunoscut ca „gipsit”
- varianta hexagonală, β-Al(OH)3:mineralul fiind numit „bayerit”
- varianta ce cristalizează în sistemul triclinic, cu mineralul „nordstrandit”

Mai există forme de hidroxid de aluminiu sărace în apă ce cristalizează:
- ortorombic cu 2 forme:α-AlO(OH) „diaspor” și  γ-AlO(OH) numit „boemit”

## Răspândire
Variantele mai răspândite în natură sunt gipsitul (hidrargilit) și bayeritul care sunt părți componente a bauxitei.

## Sinteză
Prin dizolvarea hidroxidului de aluminiu în soluție apoasă de amoniac, se obține hidratul oxid de aluminiu, sub o formă voluminoasă amorfă, care într-un proces îndelungat se separă în bayerit și boemit, ca și în forma termostabilă de hidrargilit.
Dacă se adaugă bioxid de carbon și o soluție de aluminat de sodiu (NaAlO2), la temperatura de 80° C ia naștere forma cristalină de α-AlO(OH)3, care la scăderea temperaturi se transformă în bayerit.
Prin încălzirea hidragilitului la o temperatură de  300 °C se produce o deshidratare, cu o transformare în boemit.
Diaspor se obține, din boemit care se află într-o soluție apoasă de NaOH sub presiune de  (50 MPa) și la o temperatură de 380 °C 
Dacă formele diferite de hidroxid de aluminiu se supraîncălzesc se obține prin deshidratare oxidul de aluminiu Al2O3.

## Proprietăți chimice
In reacția cu bazele hidroxidul de aluminiu se transformă în aluminat:
{\displaystyle \mathrm {Al(OH)_{3}+OH^{-}\longrightarrow [Al(OH)_{4}]^{-}} }
În reacția cu acizi are un caracter care depinde soluția de aluminiu, viteza de reacție depinzând de varianta de hidroxid de aluminiu, astfel structurile amorfe sunt mult mai solubile ca formele cristaline.

## Utilizare
Bayeritul și hidragilitul sunt produse intermediare în procesul de obținere a aluminiului.
Hidroxidul de aluminiu, hidragilitul numit și „trihidrat de aluminiu” este mineralul cel mai folosit pe tot globul ca mijloc de combatere a incendiilor, prin absorbția căldurii și oxigenului.
În medicină hidroxidul de aluminiu este folosit în tratamentele de dializă ca fixatoare de fosfați.
O altă utilizare în medicină, este folosirea lui ca adjuvant (potențiator) al vaccinului.
În Africa, hidroxid de aluminiu, este folosit în practica sexuală, prin introducere în vagin produce uscarea mucoasei vaginale, ceea ce produce creșterea efectului libidoului la bărbat.